# Pugong
Pugong (1904 – ?) est un prince de la dynastie Qing. Il est le fils du ministre de la marine Zaixun. Il se marie avec une célèbre comédienne d'opéra de l'ethnie musulmane Hui pour se démarquer de sa dynastie, puis se convertit au grand dam de sa famille et de la cour. Ce mariage se soldera tout de même par un divorce. Il a un fils, Huang Shixiang connu pour avoir notamment exécuté de nombreuses pièces de théâtre à l'opéra de Pékin,,,.